# Мазор
Мазор (ивр. מָזוֹר‎) — мошав, расположенный в центральной части Израиля, около трёх километров к юго-востоку от города Петах-Тиква и охватывает 2300 дунамов. Административно относится к региональному совету Хевель Модиин.

## История
Мошав был создан в 1949 году иммигрантами из Чехословакии и Венгрии, а также несколькими коренными израильтянами. Изначально мошав назывался «Мизра-Хар», но позже был переименован в «Мазор», что является производным от названия обезлюдевшей арабской деревни «Аль-Музераа» (араб. المُزيرعة‎).
К востоку от мошава имеется археологический памятник — римский мавзолей III века. Мавзолей является единственным зданием римской эпохи в Израиле, который до сих пор стоит целым от фундамента до крыши. Также недалеко от мавзолея была найдена мозаика времён Византийской эпохи.

## Население
По данным Центрального статистического бюро Израиля, население на начало 2020 года составляло 1 331 человек.